# Piotr Delian
Piotr Delian, Piotr Delján (ur. zap. krótko po 1008 na Węgrzech, zm. 1041) – samozwańczy car Bułgarii w latach 1040 - 1041.

## Życiorys
Piotr był najprawdopodobniej jedynym synem cara bułgarskiego Gabriela Radomira i nieznanej z imienia córki księcia węgierskiego Gejzy. Przyszedł na świat na Węgrzech, dokąd udała się wygnana przez Radomira księżniczka węgierska. Zdaniem części badaczy pochodzenie Deliana od Gabriela Radomira było tylko pogłoską rozsiewaną przez jego zwolenników. W 1040, obwołany carem w Belgradzie, stanął na czele powstania  przeciwko Bizancjum, które szybko ogarnęło całą Bułgarię i Macedonię. Armia dowodzona przez Piotra zdobyła Nisz i Skopje. W 1041 Delian popadł w ostry konflikt z synem zmarłego cara Iwana Władysława Ałusijanem. Po klęsce powstania Piotr został oślepiony z polecenia Ałusijana i odesłany do Bizancjum, gdzie zmarł w niewoli.